# لويس هنت
لويس هنت (بالإنجليزية: Lewis Hunt)‏ (25 أغسطس 1982 ببرمنغهام في المملكة المتحدة - ) هو لاعب كرة قدم بريطاني في مركز الدفاع. لعب مع برادفورد سيتي وديربي كاونتي ونادي ساوثيند يونايتد وساتون يونايتد وHendon F.C. ‏ وويكمب وندررز.

## وصلات خارجية
- لويس هنت على موقع قاعدة بيانات كرة القدم.إي يو (الإنجليزية)
- لويس هنت على موقع Soccerbase.com (لاعب) (الإنجليزية)
- لويس هنت على موقع Soccerway.com (الإنجليزية)